# Šmarjetna gora
Šmarjetna Gora je hrib v okolici Kranja z nadmorsko višino 646 mnm. Je priljubljena razgledna točka, saj se iz njenega vrha odpira pogled na Julijce, Karavanke ter Kamniško-Savinjske Alpe. Iz Stražišča pri Kranju pot do vrha peš traja slabo uro, vendar je na hrib speljana tudi asfaltirana cesta, ki omogoča dostop z motornimi vozili. Na vrhu stoji hotel Bellevue, prostor pa je tudi priljubljena točka za razne prireditve. 
Cerkvica sv. Marjete, ki prav tako stoji na vrhu, je bila zgrajena v začetku 14. stoletja. Njene ruševine so obnovili po letu 1989. V vznožju leži skakalnica Bauhenk, na kateri so trenirali slovenski smučarski skakalci. 

## Galerija
- Terasa Hotela Bellevue na Šmarjetni gori
- Cerkev sv. Marjete
- Pogled proti Škofji Loki
- Pogled proti Kranju